# Evendale
Evendale és una població dels Estats Units a l'estat d'Ohio. Segons el cens del 2000 tenia 3.090 habitants.

## Demografia
Segons el cens del 2000, Evendale tenia 3.090 habitants, 1.062 habitatges, i 921 famílies. La densitat de població era de 250,1 habitants/km².
Dels 1.062 habitatges en un 39,5% hi vivien nens de menys de 18 anys, en un 81,5% hi vivien parelles casades, en un 4% dones solteres, i en un 13,2% no eren unitats familiars. En l'11,3% dels habitatges hi vivien persones soles el 4,6% de les quals corresponia a persones de 65 anys o més que vivien soles. El nombre mitjà de persones vivint en cada habitatge era de 2,91 i el nombre mitjà de persones que vivien en cada família era de 3,16.
Per edats la població es repartia de la següent manera: un 28,4% tenia menys de 18 anys, un 5,1% entre 18 i 24, un 20,6% entre 25 i 44, un 33,4% de 45 a 60 i un 12,5% 65 anys o més.
L'edat mediana era de 43 anys. Per cada 100 dones de 18 o més anys hi havia 99,4 homes.
La renda mediana per habitatge era de 91.052 $ i la renda mediana per família de 101.493 $. Els homes tenien una renda mediana de 75.479 $ mentre que les dones 47.647 $. La renda per capita de la població era de 41.734 $. Cap de les famílies i el 0,3% de la població estaven per davall del llindar de pobresa.

## Poblacions més properes
El següent diagrama mostra les poblacions més properes.